# Маленький крестоносец
«Маленький крестоносец» (чеш. Křižáček) — историческая драма совместного производства Чехии, Словакии и Италии, снятая Вацлавом Кадрнкой по мотивам стихотворения «Маленький крестоносец из Своянова» (чеш. Svojanovský křižáček) Ярослава Врхлицкого. Мировая премьера кинокартины состоялась 5 июля 2017 года на Международном кинофестивале в Карловых Варах, где она получила главный приз — «Хрустальный глобус». Это первый раз за 15 лет кинофестиваля, когда главная награда была присуждена чешской киноленте.
Фильм рассказывает о рыцаре Боржеке, отправляющемся на поиски сына Еника, бежавшего из отчего дома и направляющегося в Святую землю под впечатлением от Крестовых походов.

## В ролях
| Актёр       | Роль   |
| ----------- | ------ |
| Карел Роден | Боржек |
| Алеш Билик  | Симко  |
| Матоуш Джон | Еник   |

## Награды и номинации
| Список наград и номинаций      | Список наград и номинаций | Список наград и номинаций            | Список наград и номинаций | Список наград и номинаций | Список наград и номинаций |
| Кинопремия                     | Дата церемонии            | Категория                            | Номинант(ы)               | Результат                 | Прим.                     |
| ------------------------------ | ------------------------- | ------------------------------------ | ------------------------- | ------------------------- | ------------------------- |
| Кинофестиваль в Карловых Варах | 8 июля 2017               | «Хрустальный глобус» за лучший фильм | «Маленький крестоносец»   | Победа                    | [ 4 ] [ 5 ]               |